# Љубинко Ђурковић
Љубинко Ђурковић (Поцесје, 1962) је српски политичар, пензионисани пуковник Војске Србије, командант другог батаљона 125. моторизоване бригаде Приштинском корпуса Војске Југославије током битке на Кошарама.

## Биографија

### Војна каријера
Завршио је Војну академију и Генералштабну школу у Београду. Најпре је 1985. године распоређен у Пећ, да би за време рата у Хрватској био премештен у Пакрац, тада на територији Републике Српске Крајине. У чину потпуковника Војске Југославије, налазио се на месту команданта другог батаљона 125. моторизоване бригаде Приштинском корпуса током битке на Кошарама 1999. године, против здружених снага Ослободилачке војске Косова, Оружаних снага Албаније и НАТО.
Пензионисан је 2011. године у чину пуковника Војске Србије.

### Политичка каријера
Био је потпредседник Покрета за Србију.
На парламентарним изборима 2016. године, био је нестраначки кандидат на изборној листи коалиције Демократске странке Србије и Српског покрета Двери, под редним бројем 25. Ђурковић је предводио изборну листу Покрета обнове Краљевине Србије на парламентарним изборима 2020. године, као нестраначка личност. Пружио је подршку и Национално демократској алтернативи 2021. године, коју чине Покрет обнове Краљевине Србије и Демократска странка Србије.
Ђурковић је велики противник уласка Србије у НАТО.

## Приватни живот
Живи у селу Поцесје у Рашкој. Ожењен је и има три кћерке.